# Леон Щукел
Леон Щукел (на словенски: Leon Štukelj – [léon štúkelj]) е спортен гимнастик (олимпийски шампион), юрист, столетник от Словения.

## Биография
Роден е на 12 ноември 1898 г. в Ново место, Австро-Унгария (дн. Словения). Завършва основно училище и гимназия в Ново место. След успешно полагане на зрелостните изпити през 1916 г. е мобилизиран в австро-унгарската армия и участва в Първата световна война.
След края на войната, през 1918 г., записва право във Виена. По-късно продължава следването си в Загреб и Любляна. През 1924 г. полага изпит за съдия, след което работи като такъв в Ново место, Чърномлие, Жужемберк, Ленарт и в Марибор – от 1927 г., където създава семейство и живее до края на живота си.
След Втората световна война се обявява против курса към социализъм на управляващата Югославска комунистическа партия, за което за кратко е в затвор, а после до края на професионалната си кариера работи като помощник-юрист. Пенсионира се през 1965 г.
Написал е редица статии в областта на стопанското право.
Почива в Марибор от внезапен сърдечен удар на 8 ноември 1999 г., 4 дена преди да навърши 101-годишна възраст.

## Спортна дейност
Започва да се занимава с гимнастика през 1907 г. в дружество „Сокол“ в Ново место. Успешната му международна спортна кариера започва през 1922 г. на световното първенство по спортна гимнастика в Любляна и продължава до 1936 г. с участието му в олимпийските игри в Берлин.
Леон Щукел участва в 7 състезания от световен мащаб (освен на олимпийски игри, участва и на световните първенства в Любляна, Лион, Люксембург и Париж) и спечелва общо 20 медала: 8 златни, 6 сребърни и 6 бронзови.
Печели освен това общо 6 медала на олимпийски игри: 2 златни на олимпиадата в Париж през 1924 г. (гимнастически многобой и висилка), златен (халки) и 2 бронзови медала (многобой) на олимпиадата в Амстердам през 1928 г. и сребърен (халки) на олимпиадата в Берлин през 1936 г.
Състезател е в отбора на Югославия, който спечелва 2-ро място на световното първенство в Лион през 1926 г.
През 1989 г. издава автобиографичната си книга „Моите седем световни състезания“ (Mojih sedem svetovnih tekmovanj).

## Дълголетие
През 1990-те години става известен като най-стария жив носител на златен олимпийски медал. Като такъв е поканен на откриването на олимпийските игри в Атланта през 1996 г., където тогавашният президент на САЩ Бил Клинтън му стиска ръката.
Дълголетието си Леон Щукел дължи на своята умереност, всекидневни разходки, туризъм и гимнастика. Непосредствено до смъртта си е активен, всекидневно се упражнява на халки и висилка в дома си.

## Почит
През 1968 г. Леон Щукел е обявен за почетен гражданин на Ново место. Днес спортната зала в родното му място носи неговото име. През 1989 г. град Марибор го награждава със златен герб.
Президентът на Международния олимпийски комитет Хуан Антонио Самаранч му връчва олимпийски орден през 1987 г.